# بارون
بارون (به انگلیسی: Baron) یا معادل مؤنث آن بارونِس (به انگلیسی: Baroness) از القاب اشرافی غرب اروپا است و به  واسال‌هایی گفته می‌شد که زمین و املاک خود را مستقیماً از پادشاه دریافت می‌کردند این لقب بیشتر در کشورهای آلمانی زبان (مانند هلند، لیختن اشتاین، دانمارک) و اتریش-مجارستان مرسوم بوده‌است. هم‌اکنون این لقب در مجلس اعیان بریتانیا به کار می‌رود.
بارون واژه‌ای فرانسوی است که خود از واژه baro فرانکی قدیم به معنی «آزاده، رزمنده» گرفته شده‌است. این واژه بعدها با خویشاوند خود در انگلیسی قدیم یعنی beorn (به معنی مرد اشرافی) ادغام شد.